# Stegomastodon
Genre
Stegomastodon est un genre éteint de mammifères de la famille des Gomphotheriidae et de l'ordre des proboscidiens. Il ne doit pas être confondu avec le Mastodonte, qui appartient à une famille différente, ni avec le Stégodon (qui appartient cependant à la même famille).

## Liste d'espèces
Selon BioLib (7 juillet 2019) :
- Stegomastodon arizonae †
- Stegomastodon mirificus (Leidy, 1858) †
- Stegomastodon platensis (Ameghino, 1888) †
- Stegomastodon primitivus Osborn, 1936 †
- Stegomastodon waringi Holland, 1920 †

## Description
Stegomastodon mirificus a été identifié à partir du squelette fossilisé du NMNH 10707, un mâle de 30 ans. Haut de 2,6 m, pesant 4,7 tonnes, il présente deux défenses, à l'instar des éléphants actuels, mais se distingue en cela de la plupart de ses parents proches. Ces défenses, courbées vers le haut, sont longues de 3,5 m. Ses molaires couvertes d'émail sont caractérisées par un motif complexe d’arêtes et de protubérances offrant une large surface de mastication, ce qui permettait à l'animal de se nourrir d'herbe. Son cerveau pesait 5 kg.
Il se rencontrait sur tout le continent américain. Les deux espèces sud-américaines sont apparues après le Grand échange interaméricain. Elles avaient initialement des habitudes alimentaires mixtes, mais le S. waringi a évolué vers une alimentation tournée vers le pâturage, alors que le S. platensis se tournait vers le broutage. Le Stegomastodon occupait des habitats chauds et de basse altitude à l'Est des Andes, alors que son cousin Gomphotheriidae le Cuvieronius préférait des habitats frais et en altitude. Sa datation par le carbone 14 le fait remonter à il y a 27 910 ans dans la région du Lac de Chapala, et ses traces les plus récentes remontent à il y a 6 060 ans à Yumbo,.

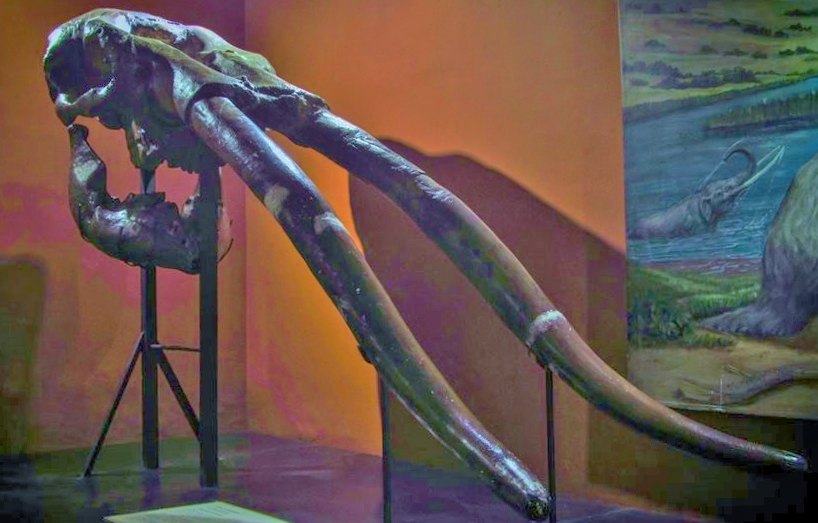
Crâne de Stegomastodon waringi.
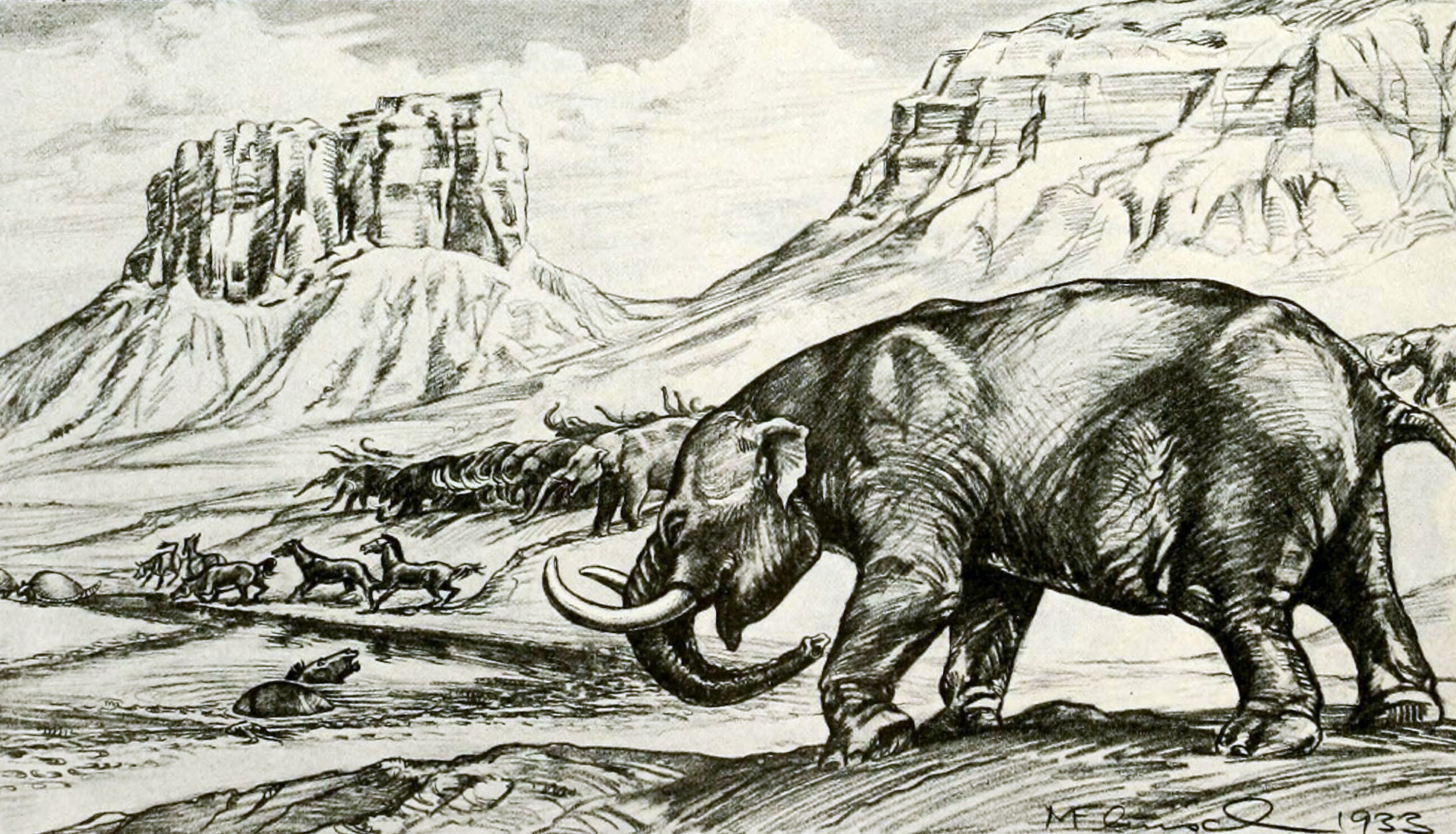
Reconstitution de Stegomastodon.